# تاکیزوا، ایواته
تاکیزوا، ایواته (به لاتین: Takizawa, Iwate) یک منطقهٔ مسکونی در ژاپن است که در استان ایواته واقع شده‌است. تاکیزوا ۱۸۲٫۳۲ کیلومتر مربع مساحت و ۵۵٬۱۵۳ نفر جمعیت دارد.